# MTB-82

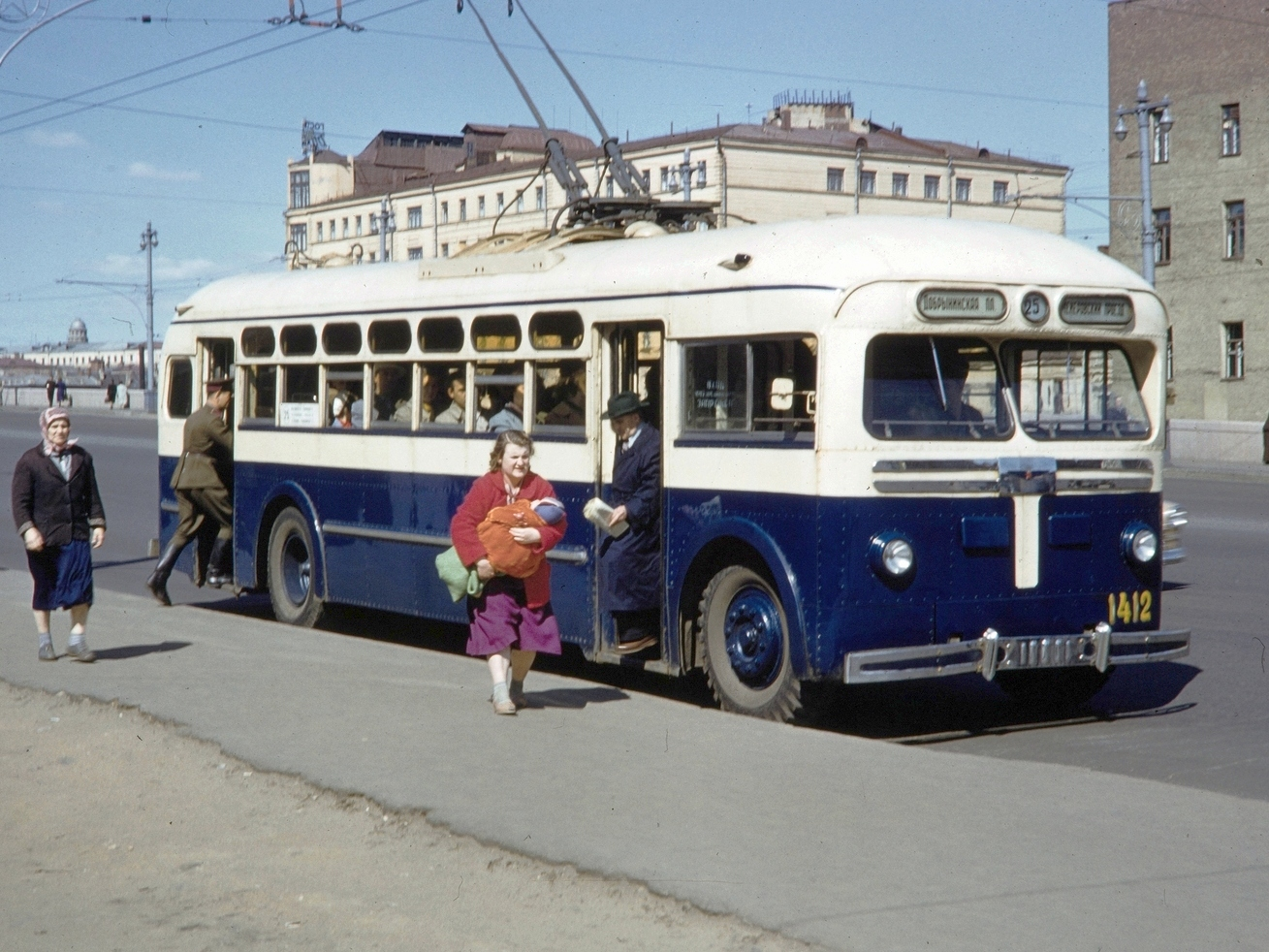
MTB-82 v Moskvě, 1959

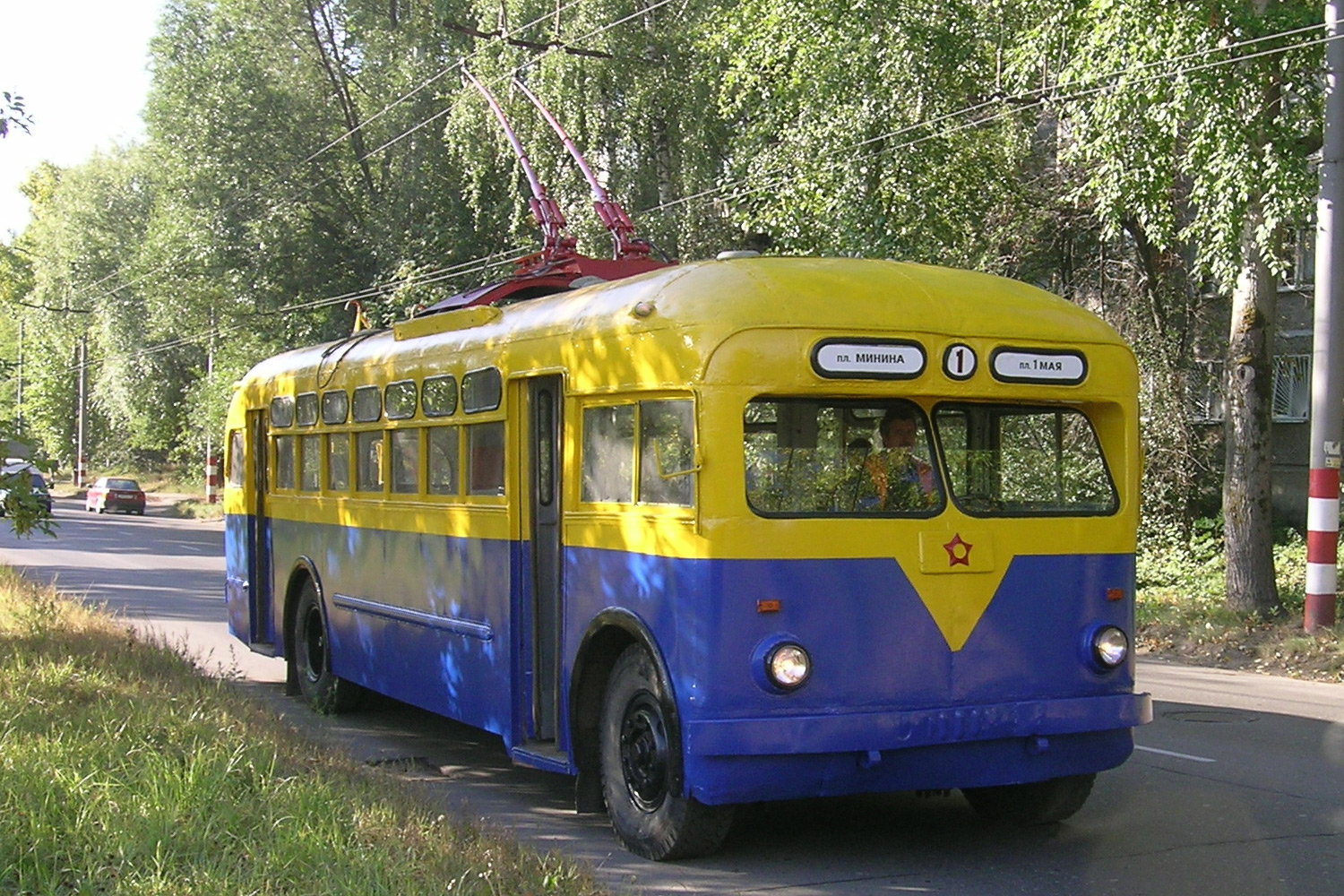
MTB-82, muzejní vůz z Nižního Novgorodu

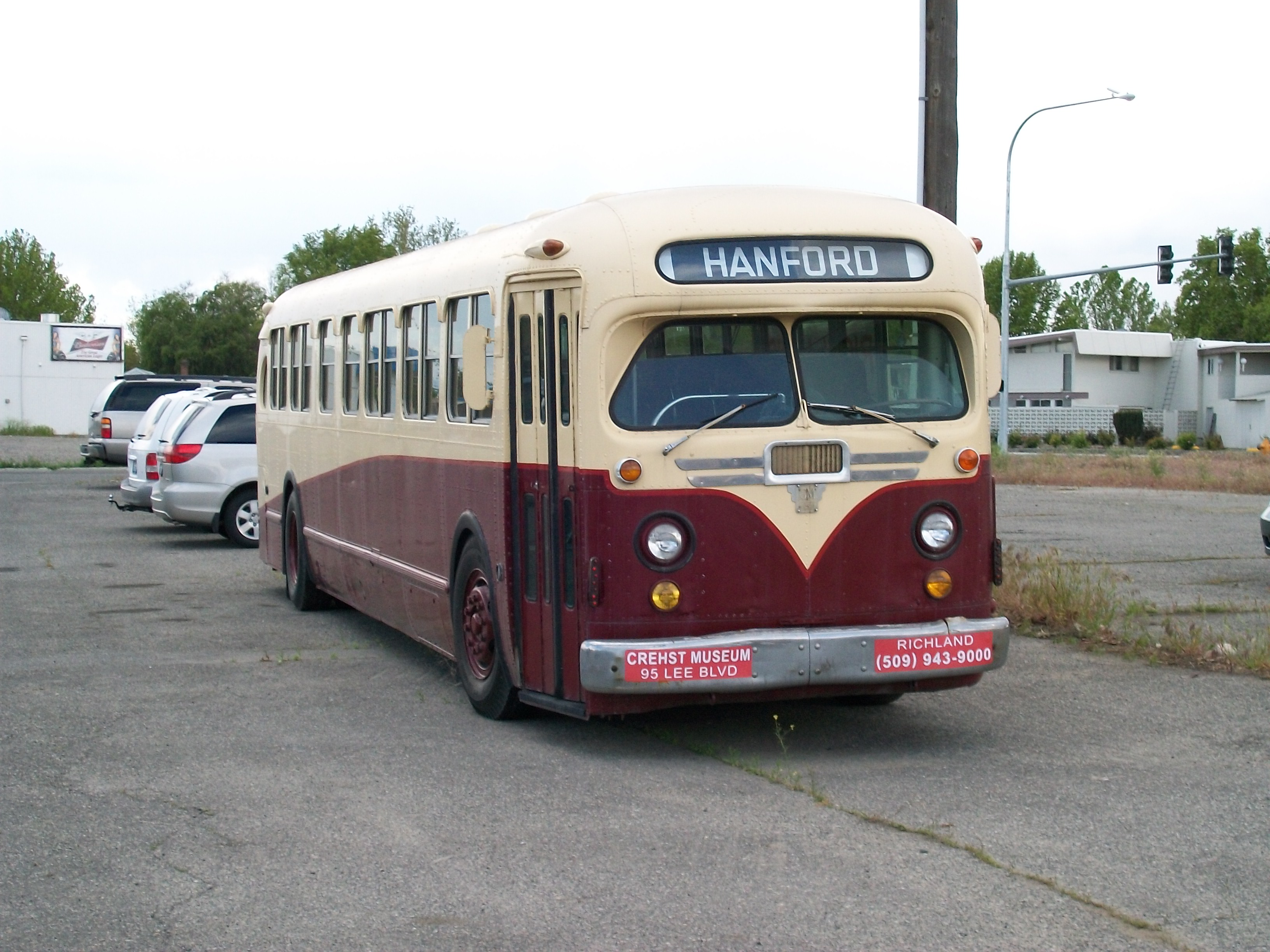
Autobus GM ze čtyřicátých let, který byl vzhledově předlohou pro MTB-82

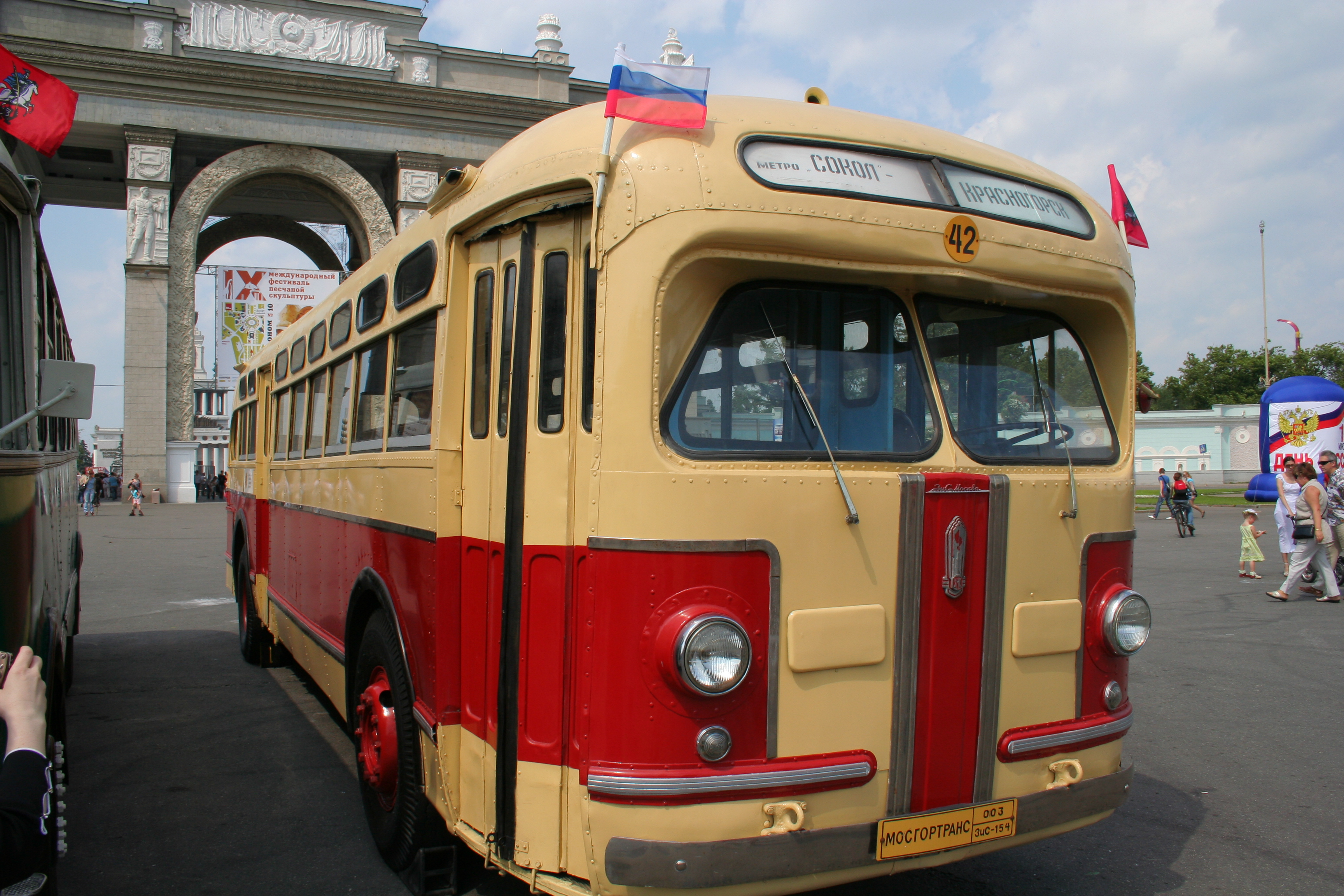
Autobus ZiS-154 se shodnou karoserií jako MTB-82

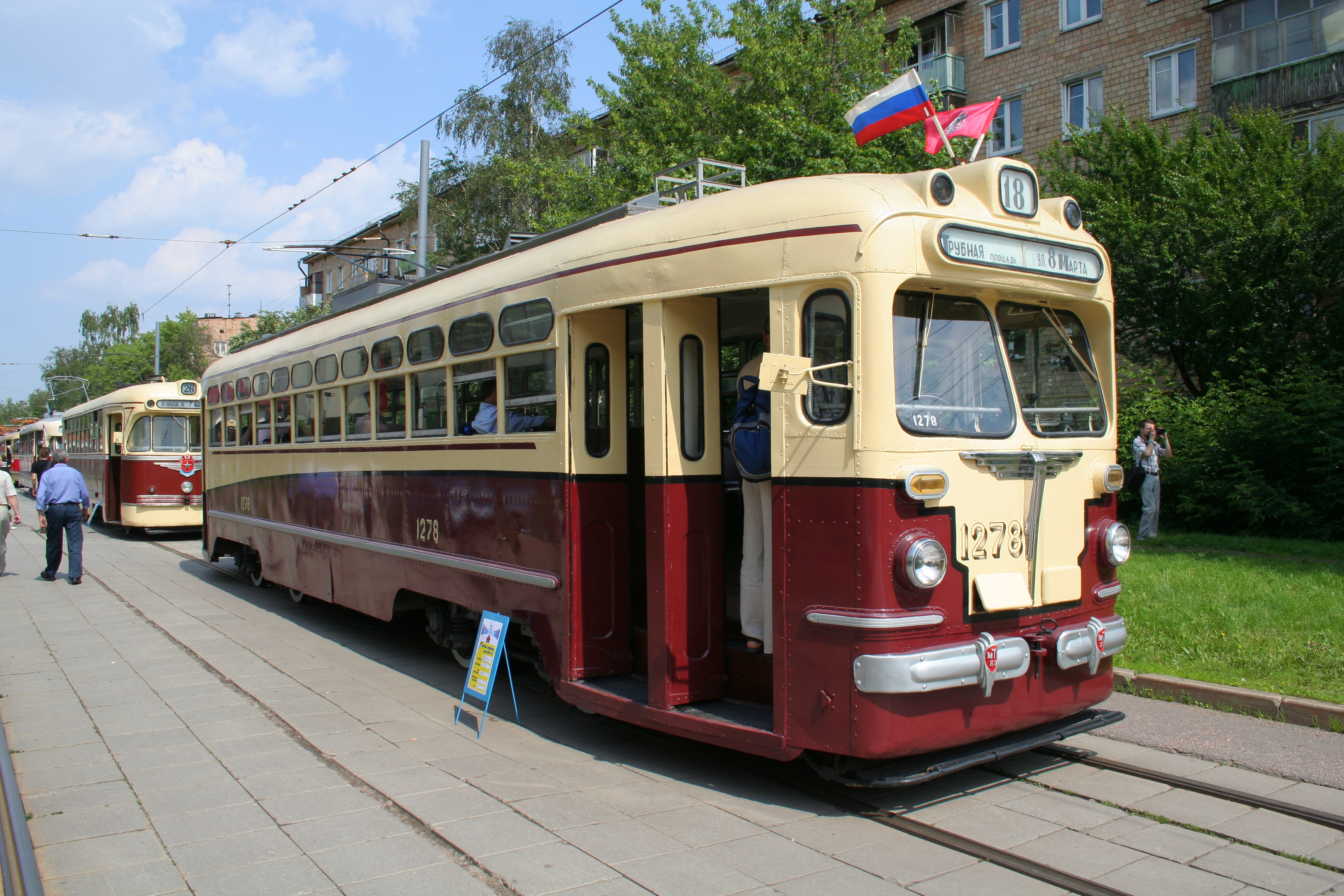
Tramvaj MTV-82, současník trolejbusu MTB-82

MTB-82 byl sovětský trolejbus střední velikosti s vysokou podlahou. Sériová výroba běžela v letech 1946 až 1961. Výroba začala v „Závodě číslo 82“ (dnes Tušinský strojírenský závod), který spadal pod Národní komisariát leteckého průmyslu SSSR a sídlil v moskevském předměstí Tušino. V roce 1951 výrobu převedli do podniku ZiU (Zavod imeni Urickogo), dnes Trolza, ve městě Engels v Saratovské oblasti. Název vozidla je zkratka výrazu „Moskevský trolejbus“ (rusky: Moskovskij trollejbus) a číslice odpovídají názvu prvního výrobce. Celkový počet vyrobených trolejbusů přesahuje 5000 kusů. Díky tomu byl ve své době MTB-82 převažujícím typem mezi trolejbusy používanými v SSSR. Většina vozidel byla vyřazena z provozu na přelomu šedesátých a sedmdesátých let minulého století. Úplně poslední MTB-82 byly vyřazeny roku 1983 v Kutaisi. Několik vozů se dochovalo dodnes jako muzejní.

## Historie
Trolejbusy, které se v SSSR objevily poprvé v roce 1933, se rozvíjely i během druhé světové války. Mezi lety 1941 až 1945 vyjely poprvé trolejbusy v řadě týlových měst, například v Kirově, Baku, Oděse. Po skončení války bylo třeba obnovit a dobudovat zanedbanou nebo zničenou síť veřejné dopravy v mnoha městech. Trolejbusy byly tehdy považovány za moderní dopravní prostředek na rozdíl od zastaralých tramvají. Rozvoj trolejbusové dopravy byl podporován z nejvyšších vládních míst, často na úkor tramvajové dopravy. Poptávka po nových trolejbusech byla velká, ale v roce 1945 nebyl v SSSR žádný výrobce trolejbusů. Závod v Jaroslavli, který před válkou produkoval trolejbusy značky JaTB, se po vypuknutí války přeorientoval na zbrojní výrobu a po válce už se k trolejbusům nevrátil. Přesto ukončení války a omezení zbrojní výroby umožnilo přeorientovat bývalé zbrojovky na civilní produkci. Ve stejné době zpracovali v Akademii komunálního hospodářství SSSR projekty tramvají, trolejbusů a autobusů různých typů. V těchto projektech se předpokládalo využití progresivních technických řešení, ale při jejich realizaci bylo nutno udělat hodně kompromisů. Bylo potřeba vyrábět vozidla co nejjednodušší. Po válce kvalifikace personálu v dopravních podnicích nestačila na provozování technicky náročných vozidel. Vývoj a výroba nového typu trolejbusu byly zadány „Závodu číslo 82“ v moskevském předměstí Tušino. Základem pro nový trolejbus posloužil předválečný typ JaTB-5, který se před válkou už nedostal do sériové výroby. V dokumentaci byly provedeny jen minimální úpravy, tak, aby výroba mohla začít co nejdříve. Nový trolejbus, označený MTB-82, svou koncepcí ještě odpovídal staršímu typu JATB-4. Měl rámový podvozek, na který se montovala karoserie, používalo se odporově stykačové, nepřímé, neautomatizované ovládání trakčního motoru. Na vozidle bylo použito mnoho pneumatických prvků. Hlavní novinkou proti předválečným trolejbusům byla celokovová karoserie, krytá panely z ocelového plechu. U prvních vozů kopíroval tvar karosérie předválečný typ JaTB s lomenou čelní stěnou. Během výroby upravili čelní stěnu jako rovnou a karoserii pokrývali hliníkovým plechem (to bylo zásluhou předchozí orientace na leteckou výrobu v Závodě č. 82). Výsledný vzhled karoserie byl inspirován americkým autobusem GM z roku 1940. Stejnou karoserii měl i autobus ZiS-154. Tuto podobu potom měla většina trolejbusů MTB-82 až do skončení výroby. Koncem roku 1949 Závod číslo 82 dostal velkou vojenskou zakázku, která zabrala všechny kapacity. Trolejbusů bylo potřeba stále více, vznikala řada nových trolejbusových provozů. Proto byla výroba MTB-82 rozhodnutím Rady ministrů SSSR (vlády Sovětského svazu) předána do Urického závodu ve městě Engels Saratovské oblasti. Tam byly kapacity k velkosériové výrobě. Prvního května 1951 byl dokončen první MTB-82 a do konce roku bylo vyrobeno a předáno 25 trolejbusů. V roce 1955se podařilo zvýšit výrobu na 320 vozidel. Vzhledem k nekomplikované konstrukci nebyly při výrobě žádné vážné problémy. Na druhou stranu v polovině padesátých let už bylo jasné, že MTB-82 neodpovídá požadavkům doby. Předválečná konstrukce vyčerpala možnosti rozvoje. Bylo jasné, že je nutno přistoupit k vývoji trolejbusu se samonosnou karoserií, větší kapacitou, automatizovaným systémem ovládání motoru a komfortnějšími podmínkami pro cestující i pro řidiče. MTB-82 měl jen úzké dveře a úzkou střední uličku mezi sedačkami. Okna byla malá a úplně chyběla přední nástupní plošina. Kabina řidiče byla nepřiměřeně velká a v zimě jí nebylo možné vytopit. Všechno to bylo výsledkem snahy nějak odvézt cestující. Na pohodlí cestujících se při konstrukci vozidla nehledělo. V Urického závodě rozpracovali nový typ trolejbusu. Po experimentálním TBU-1 byl zkonstruován a úspěšně vyzkoušen ZiU-5. Při konstrukci ZiU-5 se podařilo vyřešit všechny výrazné vady MTB-82. ZiU-5 začali vyrábět v roce 1959, i když ještě do roku 1962 dobíhala výroba MTB-82. Části karosérie MTB-82 byly využity při konstrukci tramvaje MTB-82. Je jasné, že konstrukce tramvaje a trolejbusu se zásadně liší, takže možnosti unifikace jsou jen omezené. V případě MTB-82 a MTV-82 byly unifikované jen některé konstrukční detaily karosérie a některé pomocné agregáty.

## Výroba MTB-82
Sériová výroba probíhala v letech 1946 až 1950 na Závodě číslo 82 Národního komisariátu leteckého průmyslu SSSR a v letech 1951 až 1962 v Urického závodě. Počet vyrobených vozidel není možné dostatečně spolehlivě určit. Protože Závod č. 82 byl tajný podnik, trolejbusy zde vyrobené neměly výrobní čísla ani výrobní štítky. Dokumentace byla označena jako „Tajné“ a údaje se nepublikovaly v otevřených zdrojích. Podle nepřímých důkazů se v Závodě č. 82 vyrobilo mnohem méně vozidel, než v ZiU. Už jenom podle toho, že výroba byla převedena do podniku s vyšší kapacitou. Také archiv firmy Trolza (bývalý ZiU) je pro veřejnost uzavřený, ale podle údajů této firmy zde vzniklo necelých 5000 kusů MTB-82. Celkový počet vyrobených vozidel u obou výrobců tedy určitě 5000 přesáhl. Vzhledově bylo možné tušinské vozy od těch ze ZiU odlišit podle čelní masky. Na tušinských bylo písmeno T, na těch ze ZiU byl prolis s pěticípou hvězdou. Na základě MTB-82 vagónka v Sokolnikách (SVARZ = Sokolničeskij vagonoremontnyj zavod). přestavovala některé starší trolejbusy. Šlo například o předválečné trolejbusy JaTB, které při rekonstrukci dostávaly novou karoserii z MTB-82. Tato verze modernizovaných trolejbusů byla označena MTB-10. Následně SVARZ produkoval na základě MTB-82 přívěsy a kloubové trolejbusy SVARZ-TS.

## Provoz MTB-82 v sovětských městech a v zahraničí
Trolejbusy MTB-82 centrálně rozdělovali v letech 1946 až 1960 do všech fungujících trolejbusových provozů v SSSR. V té době to byl jediný typ trolejbusu, vyráběný v Sovětském svazu. V existujících provozech jezdily MTB-82 společně s předválečnými JaTB, v nově otevíraných provozech byly jediným typem. Ještě dlouho po začátku masové výroby následníka ZiU-5 tvořily MTB-82 významnou část vozového parku mnoha měst. I po skončení sériové výroby sloužily MTB-82 ještě dlouho. Vyřazovaly se spíše jako morálně zastaralé, než kvůli opotřebení. Početné dodávky ZiU-5 a ZiU-9 umožnily vyřadit staré vozy. Proto byly v letech 1970 a 1975 prakticky všechny MTB-82 zrušeny, několik zbývajících strojů bylo využíváno jako služební. V několika gruzínských trolejbusových provozech dojezdily MTB-82 na přelomu sedmdesátých a osmdesátých let minulého století. MTB-82 jezdily také v některých zemích východní Evropy, jmenovitě v Bulharsku, Maďarsku, Rumunsku a Jugoslávii.

## Modifikace
- MTB-82A – první varianta s ocelovou karoserií. Tato modifikace je odlišitelná podle zalomené čelní masky po vzoru předválečných trolejbusů JATB-4. MTB-82A poháněl trakční motor DK-201 o výkonu 74 kW
- MTB-82D – základní typ, vyráběný od roku 1947. Karoserie už byla hliníková, čelní maska plochá, trakční motor typu DK-202B měl výkon 80 kW, byly provedeny drobné úpravy elektrické výzbroje.
- MTB-82M – modernizace předválečných vozů JATB výměnou karoserie od typu MTB-82 proběhla v letech 1946 až 1948. Takto modernizovaný trolejbus se prakticky nelišil od regulérního MTB-82, byl ale o něco těžší.
- MTB-VSCHV – modifikace, která vznikla v jediném exempláři pro provoz linky na Všesvazové zemědělské výstavě. Od sériových vozů se tento trolejbus lišil tím, že neměl malinká okna pro stojící cestující, ale původní okna protažená až do střechy.
- Exportní MTB-82 se lišily velkou chromovanou dekorativní mřížkou na přední masce. Nelze ale určit, zda byla montována už ve výrobě, nebo to byla nějaká místní iniciativa.

## Zhodnocení projektu
V době, kdy se s výrobou MTB-82 začínalo, byl MTB-82 klasickým vozidlem srovnatelným s typy ostatních výrobců. Mimo celokovové karoserie na něm nebyly použity žádné technické novinky. Na druhou stranu použití prověřených technických řešení a kvalitních materiálů dovolilo vyrábět výjimečně jednoduchý a spolehlivý stroj. Také nebyl problém zprovoznit i dlouho odstavené vozy. Jenže to byly jediné skutečné přednosti MTB-82. Seznam nedostatků MTB-82 byl mnohem delší. Samostatný podvozek společně s karoserií se vyznačoval vysokou hmotností. MTB-82 vážil 9,25 tuny a jeho následník ZiU-5 vážil 9,8 tuny. Přitom ZiU-5 byl velkokapacitní vůz. Na MTB-82 nebyl posilovač řízení. Řízení vyžadovalo od řidiče hodně fyzické síly. Řidič musel důsledně dodržovat posloupnost spínání rozjezdových odporů. I když ovládání bylo blokované proti zapnutí špatného rozjezdového stupně, každý stupeň směl být zapojen jen na omezenou dobu. Při překročení doporučené doby hrozilo přehřátí nebo spálení rozjezdových odporníků. Z jízdních stupňů jen osmý a jedenáctý směly být zařazeny trvale. Prostě ovládání pedálu jízdy u MTB-82 muselo být precizní a perfektně nacvičené. Časté změny polohy pedálu zvyšovaly únavu řidiče. Zavedení automatizovaného servořízení při přepínání rozjezdových/brzdových odporníků bylo jedním z důležitých požadavků pro vývoj nové řady trolejbusů. V zimě bylo obtížné vyhřát zbytečně velkou kabinu řidiče. MTB-82 neposkytoval cestujícím žádné pohodlí. Příliš úzké dveře a chybějící přední nástupní plošina ztěžovaly výměnu cestujících na zastávkách i přepravu rozměrnějších zavazadel a dětských kočárků. Ulička mezi zdvojenými sedačkami byla úzká a řady sedadel byly příliš blízko za sebou. Nízko umístěná okna znemožňovala výhled stojícím cestujícím. Přitom při neexistenci vozového rozhlasu bylo možné pouze pohledem z okna poznat, kde se vůz nachází.

## Popis konstrukce

### Podvozek a karoserie
Trolejbus MTB-82 má samostatný podvozek (rám). Všechny uzly a agregáty se montují na podvozek, který také zachycuje veškeré statické i dynamické namáhání a zajišťuje tak potřebnou tuhost celé konstrukce. Rám podvozku MTB-82 je svařovaný ze dvou podélných nosníků a několika příčníků. K těmto nosným prvkům jsou připevněny všechny základní komponenty trolejbusu: karoserie, trakční motor DK-202B, přední řídící a zadní hnací náprava, vzduchový kompresor a vzdušníky. Karoserie je konstruována jako svařovaná kostra z ohýbaných ocelových profilů, krytá nýtovanými hliníkovými panely. Kompletní karoserie byla připevněna na podvozek a v podstatě mohla být při poškození vyměněna za jinou. Vnitřek karoserie byl pokryt ozdobnou dýhou. Pro vylepšení vzhledu byly některé detaily chromovány. Podlaha z prken byla pokryta gumovou krytinou. Pro přístup k některým agregátům byly v podlaze prostupy. Během sériové výroby se podvozek ani karoserie prakticky neměnily. Karoserie byla dvoudveřová. Přední dveře těsně navazovaly na výřez pro kola přední nápravy. Oboje dveře byly skládací, pneumaticky ovládané. Kabina řidiče byla oddělena od prostoru pro cestující přepážkou s dveřmi a dvěma okny. Výrobce lakoval karoserii na bocích a čelech sytě modrým odstínem. Střecha byla žlutá. Celkově jak podvozek, tak karoserie vynikaly dlouhou životností. Díky technologické kázni ve výrobě nebyly žádné problémy s elektrochemickou korozí mezi ocelovou kostrou a hliníkovými krycími plechy.

### Nápravy
MTB-82 je dvounápravový trolejbus, hnací náprava je zadní s dvojmontáží kol, přední náprava řídící. Kola, poloosy, brzdové ústrojí i odpružení je sestaveno do samostatného konstrukčního celku – nápravy. Obě nápravy jsou zavěšeny na poloeliptických listových perech.

### Pneumatická soustava
Trolejbus MTB-82 byl bohatě vybaven různými pneumatickými prvky. Základem byl kompresor, poháněný pomocným elektromotorem, filtr nasávaného vzduchu, vzdušníky, elektropneumatický regulátor tlaku, mechanický havarijní ventil, rozvody tlakového vzduchu a spotřebiče. Ke spotřebičům patřila především brzdová soustava, tedy válce bubnových brzd na všech kolech, ovládání dveří a pohon stěračů čelního skla.

### Elektrická výzbroj
Elektrická výzbroj MTB-82 je napájena přímo z dvouvodičové trolejové sítě o napětí 550V prostřednictvím tyčových sběračů. Součásti elektrické výzbroje jsou:
- trakční motor stejnosměrný kompaundní DK-202B
- rozjezdové/brzdové odporníky
- kontakty (stykače) skupinového odporového kontroleru
- kontroler řidiče
- odrušovací tlumivka
- pomocný motor vzduchového kompresoru
- obvody vnějšího osvětlení, světelné a zvukové signalizace
- obvody vnitřního osvětlení prostoru pro cestující
- obvody vytápění prostoru pro cestující a ohřevu čelního skla

Některé spotřebiče byly nízkonapěťové, ale MTB-82 neměl elektricky oddělenou nízkonapěťovou soustavu. Místo toho se různé spotřebiče zapojovaly do série tak, aby součtové napětí na nich bylo 550–600 V. Tak byly například zapojeny žárovky vnitřního osvětlení, které byly nominálně na 120 V. Některé spotřebiče byly napájeny z trolejové sítě přes srážecí odpory. Při výpadku napájení, poruše sběračů nebo odstavení vozidla se spuštěnými sběrači mohlo být z akumulátorů napájeno. nouzové osvětlení prostoru pro cestující, zvuková signalizace a vnější osvětlení vozidla. Pojezd vozidla na energii z akumulátorů nebyl vzhledem k jejich malé kapacitě možný. Nejdůležitější části elektrické výzbroje jsou trakční motor DK-202B a systém řízení trakčního proudu. Motor DK-202B měl výkon 90kW, byl stejnosměrný, kompaundní. Budící vinutí mělo část zapojenou do série s kotvou a část zapojenou paralelně. To umožnilo využít výhody obou typů zapojení. Systém ovládání trakčního proudu je odporově stykačový, nepřímý, neautomatický (tzv. skupinový odporový kontroler). Všechny kombinace silových obvodů sestavených z rozjezdových/brzdových odporníků a cívek trakčního motoru zadává řidič prostřednictvím pedály ovládaného kontroleru. Při svém chodu pedály spínají pomocné obvody s napětím 100 V. K těmto obvodům jsou připojeny stykače, které teprve spínají skupiny odporníků. Tím je zajištěno určité oddělení řidiče od silových obvodů. Kontrolér má vestavěné blokování, které nedovolí nastavit nepřípustné kombinace, tedy takové, které by zatěžovaly trakční motor nadměrnými proudy. V brzdovém režimu je hnací systém trolejbusu odpojený od trolejové sítě. Trakční motor zapojený jako generátor vyrábí elektrickou energii, která se maří v brzdových odpornících. Protože motor je mechanicky pevně spojen s diferenciálem a koly, realizuje se takto elektrodynamické brzdění vozidla. MTB-82 měl omezenou možnost rekuperace při brzdění. Zapojení trakčního motoru na posledním jízdním stupni bylo takové, že při překročení nejvyšší rychlosti 55 km/hod nemohl překročit nastavené otáčky a předávat energii do sítě. Tím se stabilizovala rychlost.

### Brzdová soustava
Trolejbus MTB-82 byl vybaven třemi brzdovými okruhy. Do toho se nepočítá rekuperační brzdění, které nemohlo snížit rychlost pod 55 km/hod. Šlo o elektrodynamickou brzdu, vzduchové brzdy a ruční parkovací brzdu. Vzduchová brzda i parkovací brzda působí na brzdové bubny na všech kolech. Při brzdění nejdříve působí elektrodynamická brzda. Při nízkých rychlostech je ale elektrodynamická brzda neúčinná, proto se dobrzďuje vzduchovými brzdami. Ve výjimečných případech mohly být všechny tři brzdové okruhy použity současně.

## Muzejní vozidla

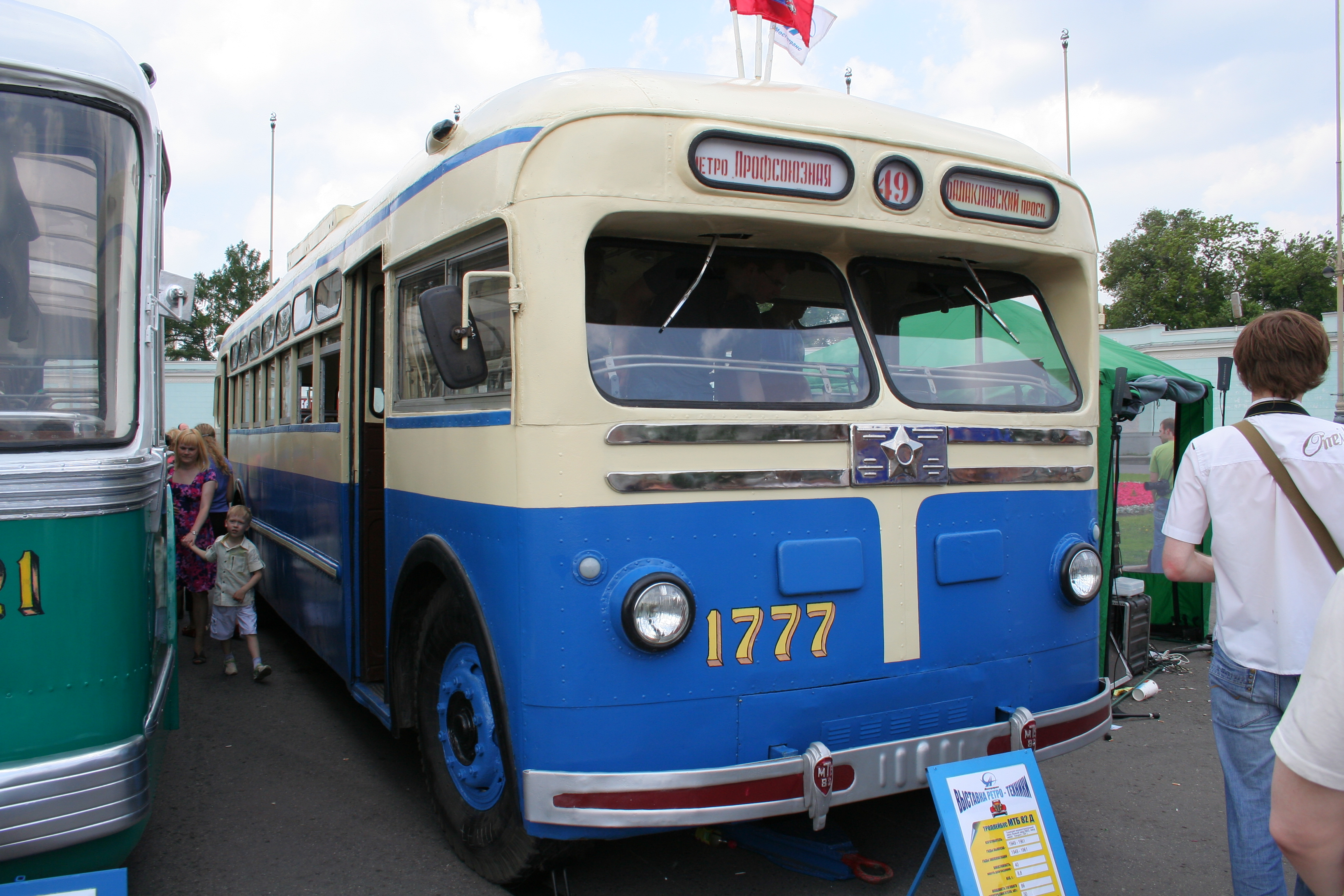
Muzejní trolejbus v Moskvě

Funkční muzejní MTB-82 se dochoval v Petrohradě, Moskvě a Nižním Novgorodě. Také v dalších zemích SNS se dochovaly pojízdné stroje. Například v Kyjevě, Minsku a Kišiněvě. Nepojízdné stroje jako pomníky pak stojí v řadě dalších měst, i v areálu výrobního závodu v Engelsu. Moskevský MTB-82D a nedávno zrestaurovaný přívěs stojí v jednom moskevském trolejbusovém depu. Často se účastní veteránských jízd. Petrohradský MTB-82D si mohou pronajmou turisté na projížďku po městě. Nižněnovgorodský MTB-82D stojí v městském tramvajovém depu a lze si ho prohlédnout v rámci organizovaných prohlídek.